# Ho conosciuto la mia ombra!
Ho conosciuto la mia ombra! è il terzo album in studio del rapper e cantante italiano Fasma, pubblicato il 14 aprile 2023, giorno molto importante per l'artista.
Interamente prodotto da GG, il disco è stato anticipato dai singoli F.B.F.M., SETIAMO e Lei parlò di lui, quest'ultimo entrato in rotazione radiofonica dal 14 aprile 2023.

## Tracce
Testi di Tiberio Fazioli, musiche di Luigi Zammarano.
1. Buio – 1:53
2. F.B.F.M. – 3:08
3. Tu sei – 2:38
4. Lilly – 3:24
5. Trappole – 1:43
6. SETIAMO – 2:58
7. Look – 1:52
8. Salvarti (feat. Morenike) – 2:16
9. Bassa voce – 2:22
10. Lei parlò di lui – 3:32
11. Una parte di me – 2:53
12. Soli – 3:10

## Formazione
Musicisti
- Fasma – voce
- Morenike – voce aggiuntiva (traccia 8)

Produzione
- GG – produzione

## Classifiche
| Classifica (2023) | Posizione massima |
| ----------------- | ----------------- |
| Italia            | 87                |